# Пал II Дукагини
Пал II Дукагини (на албански: Pal Dukagjini, на италиански: Paolo Ducagini) (1385–1446) е албански феодал от XV век.

## Биография
Произлиза от рода Дукагини и е син на Тануш II Дукагини. Също както и синът му Никола Пал Дукагини по-късно, той е подвластен на Лека Захария, венециански васал, притежаващ владения около Шкодра. Никола убива Лека през 1444 г. в бой и Дукагини остават собственици на своите села вече те самите като васали на Венеция.
Пал и синът му Никола са част от Лежката лига, военен съюз под водачеството на Скендербег, целящ освобождение на Албания от османската власт. Пал обещава да осигури отряд от 5000 войници на негова издръжка. Но това обещание остава неизпълнено, тъй като Пал се разболява тежко и така и не успява да се възстанови. Той умира от инсулт през декември 1446 г. на възраст 61 г.

## Семейство
Пал Дукагини има четирима сина: Никола Пал Дукагини, Лека Дукагини, Прогон III Дукагини (†1471 г.) и Георги IV Дукагини(† ок. 1446), свещеник.